# 沟繁缕属
沟繁缕属（学名：Elatine）是沟繁缕科下的一个属，为纤细、水生草本植物。该属共有约15种，分布于热带和温带地区。